# Alicia Calderón Tazón
Alicia Calderón Tazón és una física i investigadora espanyola que va formar part de l'equip que va detectar el Bosó de Higgs de l'Organització Europea per a la Recerca Nuclear (CERN).

## Formació
Llicenciada i doctora en Ciències Físiques per la Universitat de Cantàbria, va realitzar la tesi doctoral al sistema d'alineament de les càmeres de muons del detector CMS, dins de l'Institut de Física de Cantàbria (IFCA), Centre Mixt del Consell Superior d'Investigacions Científiques (CSIC) i la Universitat de Cantàbria (UC). Després d'acabar la seva tesi, l'any 2006, va treballar a l'Institut Nacional de Física Nuclear (INFN) de la Universitat de Pàdua, a Itàlia entre 2007 i 2009.

## Trajectòria professional
L'any 2012 va ser investigadora JAE-DOC dins del grup de Física de Partícules, de l'Institut de Física de Cantàbria (IFCA). Participa en l'equip de la col·laboració CMS que investiga i detecta el Bosó de Higgs després de dècades de recerca a dins del CERN. És especialista en l'anàlisi de les dades recollides per l'Experiment CMS, eina del Gran Col·lisionador d'Hadrons, i responsable de la validació i certificació dels muons detectats per l'experiment CMS. Des de l'anunci oficial del descobriment del Bosó de Higgs el mes de juliol de 2011 va centrar el seu treball en comprovacions per de confirmar aquest esdeveniment.
L'any 2014 va ser responsable, al costat d'altres investigadors de l'IFCA i de l'experiment CMS, del desenvolupament i implementació de la política de publicació de dades de CMS en obert, impulsada per Teresa Rodrigo Anoro, investigadora de l'IFCA i presidenta del consell de la col·laboració CMS. La contribució espanyola a la iniciativa d'Open Data del CERN, ha estat rellevant dins del projecte de publicació dels resultats dels experiments del Gran Col·lisionador d'Hadrons, per mitjà d'un portal de dades obertes (open data) i amb les dades de les col·lisions reals produïts pels experiments del LHC. Totes aquestes dades estan a disposició de la comunitat científica i de projectes educatius.
Al desembre de 2015 va participar en la taula rodona Dones científiques. Dones en la Ciència, en el marc de l'exposició Mujer y ciencia: 13 nombres para cambiar el mundo (Dona i Ciència. 13 noms per canviar el món) organitzada per la Biblioteca Central de Cantàbria, a Santander, amb la col·laboració de la Universitat de Cantàbria i del Govern Regional de Cantàbria duta a terme per la Càtedra Tomás Pascual Sanz-CENIEH, en col·laboració amb la Fundació Espanyola per a la Ciència i la Tecnologia (FECYT).